# Institut biblique de Genève
Pour les articles homonymes, voir IBG.
L'Institut biblique de Genève (IBG) est un institut de théologie évangélique interconfessionnel à Vandœuvres, Genève, Suisse. L'école offre des formations de théologie évangélique.

## Histoire
L’école est fondée en 1928 par les Églises Action Biblique et Hugh Edward Alexander ,,,. En 1992, un nouveau programme évangélique interconfessionnel est établi.

## Programmes
L’école offre des programmes en théologie évangélique, dont un certificat (première année) et un diplôme (quatre ans au total) .
L'institut propose également un cursus à distance au travers du programme IBG online qui permet de valider le certificat.

## Partenaires
L’école est interconfessionnelle et collabore avec 10 unions d'Églises évangéliques et œuvres partenaires et 25 œuvres associées . Notamment les Églises Action Biblique de France et de Suisse, les Communautés et Assemblées Évangéliques de France (CAEF),  les Églises Perspectives, l'Association des Églises Évangéliques Baptistes de Langue Française, la mission France Pour Christ.  
Depuis 2012, l'institut accueille sur sa propriété les conférences d'Evangile 21, branche française de The Gospel Coalition.